# 28 Bolcheviques

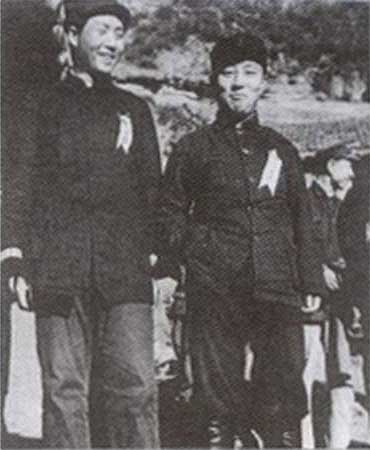
Mao Zedong e Wang Ming em Yan'an. Wang foi o mais notável membro dos 28 Bolcheviques e um líder sênior do Partido Comunista da China. Disputou com Mao a liderança do partido, mas após a Grande Marcha a liderança de Mao tornou-se incontestável.

28 Bolcheviques (chinês: 二十八个半布尔什维克 ), também conhecidos como os "Estudantes que Retornaram", foi um grupo de estudantes chineses que estudaram na Universidade Sun Yat-sen de Moscou do final da década de 20 até o começo de 1935. A universidade foi fundada em 1925 como resultado de uma aliança entre Sun Yat-sen, fundador do Kuomintang, e a União Soviética, e foi nomeada em sua homenagem. A universidade teve uma importante influência na história da República Popular da China por ter educado muitas figuras políticas importantes do país. Dentre esses, os mais famosos foram coletivamente chamados de "28 Bolcheviques", em referência à facção de revolucionários russos liderada por Lenin.

## Membros
Existem várias listas distintas a respeito dos 28. Uma delas aponta a existência de 29 membros ativos, incluindo: Wang Ming; Meng Qingshu; Bo Gu; Zhang Wentian; Wang Jiaxiang; Yang Shangkun; Chen Changhao, Du Zuoxiang; Shen Zemin; Zhang Qinqiu; Kai Feng; Xia Xi; He Zishu; Sheng Zhongliang; Wang Baoli; Wang Shengrong; Wang Yuncheng; Zhu Agen; Zhu Zishun; Sun Jimin; Song Panmin; Chen Yuandao; Li Zhusheng; Li Yuanjie; Wang Shengdi; Xiao Tefu; Yin Jian; Yuan Jiayong, Xu Yixin. A pessoa extra na lista pode ser atribuida a Xu Yixin (as vezes chamado de 29º bolchevique), tendo em vista sua constante transição entre a esquerda e a direita, o que faz com que esse grupo também seja chamado de "28 bolcheviques e meio".

## Ascensão e queda

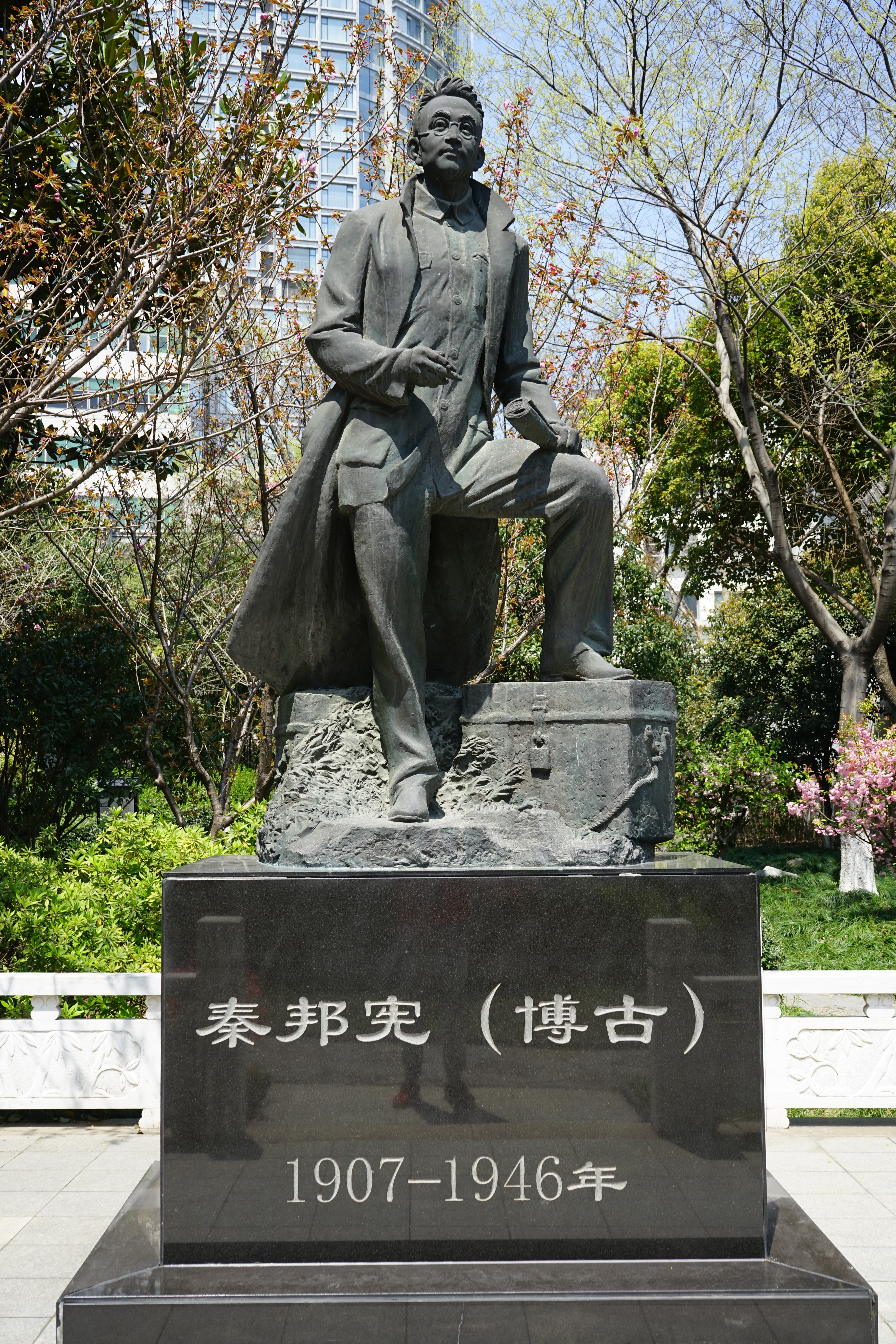
Estátua de Bo Gu (Qin Bangxian) em sua antiga residência.

Com o apoio de seu mentor Pavel Mif, presidente da Universidade Sun Yat-sen e enviado da Internacional Comunista naquele período, eles voltaram à China após se graduarem. Isso provocou um conflito com Li Lisan e seus aliados, que controlavam o Partido Comunista da China. Dissidentes contra Li dentro do Partido também opuseram-se ao seu retorno, mas, na 4ª Reunião Plenária do 6º Congresso Nacional do Partido Comunista, e com a presença e apoio direto de Pavel Mif, Wang Ming e seu grupo alcançaram um vitória esmagadora. Wang foi eleito para o Politburo do Partido Comunista da China, enquanto Bo Gu e Zhang Wentian assumiram outras posições igualmente importantes.
Como resultado, o conflito entre o Comitê Central e a incipiente República Soviética da China, de Mao Zedong, começou mais uma vez. Embora Wang Ming tenha retornado para Moscou após uma breve parada em Xangai, Bo Gu e Zhang Wentian assumiram conjuntamente a posição de Secretário-Geral do Comitê Central do Partido, e lideraram a revolução chinesa de forma radical.
Após o Massacre de Xangai de 1927, promovido por Chiang Kai-shek , o Partido Comunista da China passou a atuar de forma extremamente clandestina em Xangai e outras cidades. No inícios dos anos 30, nem mesmo isso era seguro o bastante, o que levou os líderes do partido a convergirem para o Soviete de Jiangxi, liderado por Mao. Entre os primeiros a chegar e começar a desmantelar o poder de Mao estava Zhou Enlai. Em 1933, quando Bo Gu chegou, o trabalho estava praticamente terminado.
Após uma série de sucessivas defesas contra os ataques do Exército Nacionalista, os conselheiros alemães de Chiang mudaram de tática e começaram a construir fortificações circulares cada vez mais próximas da base comunista. Isso forçou o partido a embarcar na famosa Grande Marcha de outubro de 1934 a outubro de 1935. Pouco após a marcha começar, os líderes do partido realizaram um grande congresso para determinar a direção e a liderança da revolução. Na Conferência de Zunyi em1935, os 28 Bolcheviques foram derrotados por Mao Zedong e seus aliados, principalmente devido ao apoio de Zhu De e Zhou Enlai (que passou a apoiar Mao).
Bo Gu apoiou Otto Braun, um conselheiro militar da Comintern, enquanto Zhang e Wang Jiaxiang, Comissário Geral do Exército Vermelho, e Yang Shangkun, Comissário do Terceiro Exército de Campo do Exército Vermelho no período, desertaram para o lado de Mao. Isso levou à desintegração dos 28 Bolcheviques.
Wang Ming foi para Moscou, onde viveu a maior parte de sua fim da vida. Zhang foi rebaixado para realizar pesquisa ideológica em Yan'an e nomeado como vice-ministro de relações exteriores após 1949. Morreu durante a Grande Revolução Cultural Proletária, após formar um "grupo contrarrevolucionário" com Peng Dehuai. Bo Gu morreu em um acidente aéreo nos anos 40 quando voltava para Yan'an.

## Disputas
A interpretação ocidental padrão é de que o grupo negligenciou a contribuição dos camponeses que foram fundamentais para o sucesso da estratégia de guerrilha móvel de Mao. Isso, e o fato de serem protegidos de Pavel Mif, o que os levou a achar que estavam destinados a tomar conta da revolução chinesa.
Thomas Kampen, em seu livro Mao Zedong, Zhou Enlai and the Evolution of the Chinese Communist Leadership, argumenta que eles agiram como um grupo coerente somente em Moscou, sendo contrários às influências do Kuomintang e do Trotskismo entre os estudantes chineses. Também afirma que eles retornaram à China várias vezes, mas falharam em forma uma facção efetiva. Adicionalmente, há questiona-se se o grupo inteiro ganhou notoriedade apenas por sua associação com as teorias do membro mais proeminente, Wang Ming. Frederick Litten concorda com a noção de Kampen de que não existia tal facção no Soviete de Jiangxi e vai além para questionar se o grupo chegou mesmo a agir de forma coordenada. A opinião de Litten é que a ideia de uma dicotomia "esquerdista" versus "maoísta" neste momento é uma invenção posterior aplicada retrospectivamente.
Os 28 bolcheviques tornaram-se, de certa forma, peões na luta pelo poder entre seu mentor, Pavel Mif, e o Partido Comunista da China. Os membros do grupo eram relativamente inocentes nos caminhos da revolução, apesar de seu poder coletivo. Embora seus membros tenham seguido destinos diferentes, como grupo, os 28 bolcheviques estavam fadados ao fracasso. 
Hoje, na China, os "28 Bolcheviques" são considerados sinônimo de dogmatismo.

## História posterior

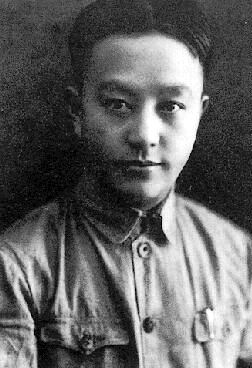
Retrato de Wang Ming no início dos anos 30.

- Wang Jiaxiang tornou-se Diretor do Departamento Internacional Central do Partido Comunista da China em Liaison após ter servido algum tempo como Embaixador da República Popular da China na União Soviética. Ele morreu na Grande Revolução Cultural Proletária
- Chen Changhao trabalhou com Zhang Guotao quando ele retornou de Moscou e tornou-se comissário de Zhang, mas perdeu seu poder e influência em meio ao conflito entre Zhang e Mao. Tornou-se um historiador do Partido Comunista, e cometeu suicídio na Grande Revolução Cultural Proletária.
- He Kequan foi Secretário-Geral da Liga da Juventude Comunista da China, e depois Vice-Diretor do Departamento de Propaganda Central. Morreu em 1954.
- Xia Xi foi enviado a Hunan e levou a cabo os expurgos que tiraram as vidas de mais de quarente mil soldados do Exército Vermelho. Mais tarde, ele foi considerado um inimigo público. Caiu em um rio e se afogou durante a Longa Marcha.
- Yang Shangkun sobreviveu aos expurgos, incluindo a Revolução Cultural. Ele posteriormente foi nomeado Presidente da República Popular da China nos anos 80.
- Shen Zemin, o irmão mais jovem do escritor Mao Dun, trabalhou para Zhang Guotao e o 4º Exército Vermelho. Após o exército de Zhang ser derrotado, Shen permaneceu na base comunista em Anhui e morreu de tuberculose em 1933.
- Zhang Qinqiu, esposa de Shen Zemin, casou com Chen Changhao após a morte de Shen. Ela é frequentemente considerada a única "mulher general" do Exército Vermelho (que nunca concedeu formalmente postos militares). Depois de 1949, foi nomeada Vice-Ministra da Indústria Têxtil, mas cometeu suicidou na Grande Revolução Cultural Proletária.Retrato de Bo Gu (Chin Banxian) em 1933.

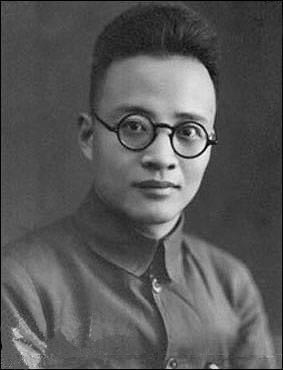
Retrato de Bo Gu (Chin Banxian) em 1933.

- Yin Jian foi preso pelo Kuomintang quando mobilizou trabalhadores no Norte da China, e foi posteriormente executado.
- Li Zhusheng foi promovido ao Politburo após Wang Ming voltar de Moscou em 1931, e foi encarregado dos assuntos diários do Partido Comunista em Xangai. Depois foi preso, mas desertou para o Kuomitang e informou sobre muitos de seus antigos compatriotas. Após a queda da Kuomitang, Li foi preso pelos comunista em Xangai, e posteriormente morreu em 1973.
- Chen Yuandao foi apontado como líder sênior para a Divisão de Jiangu e Henan do Partido Comunista, mas foi posteriormente preso e executado pelo Kuomitang em Nanquim.
- Xu Yixin trabalhou para Zhang Guotao no 4º Exército Vermelho e virou Vice-Comissário-Geral, sobrevivendo às guerra internas e expurgos. Após o estabelecimento da República Popular da  China, Xu ocupou o cargo de Embaixador no Ministério das Relações Exteriores. Ele morreu na década de 1990.
- Yuan Jiayong foi nomeado Secretario-Geral da Divisão do Partido Comunista de Jiangsu. Após sua prisão em 1934, ele desertou para o Kuomitang e trabalhou para a polícia secreta.
- He Zishu trabalhou para o Bureau do Partido Comunista do Norte da China e foi executado pelo Kuomintang em 1929.
- Wang Shengrong, um membro da Comissão Militar Central da República Soviética da China, sobreviveu à guerra e aos expurgos. Ele morreu em 1 de setembro de 2006 aos 99 anos.
- Wang Yuncheng sucedeu Wang Ming como Secretário-Geral da Divisão do Partido Comunista de Jiangsu. Ele foi sequestrado pelo Kuomintang e forçado a trabalhar com Li Zhusheng na polícia secreta.
- Sheng Zhongliang foi um líder sênior da Divisão do Partido Comunista de Xangai, e foi entregue por Li Zhusheng. Ele foi coagido a passar informações para a polícia secreta do Kuomintang. Sheng, após mudar para os Estados Unidos, escreveu um livro de memórios do seu tempo na Universidade Sun Yat-sen University e com os 28 Bolsheviks.
- Song Panmin também trabalhou para Zhang Guotao, mas foi executado quando se opôs aos expurgos que estão sendo realizados por Xia Xi.
- Sun Jiming, um líder sênior do Partido Comunista, foi preso e desertou para o Kuomitang junto com Wang Yuncheng.
- Wang Shengdi e Zhu Agen deixaram o Partido Comunista, embora ambos possuíssem posições sêniores no partido.
- Wang Baoli, Zhu Ze isun, Li Yuanjue, e Du Zuoxian deixou a vida pública e seu destino é desconhecido.Referências

1. ↑  Lee, Lily Xiao Hong. (1999). Women of the Long March. St. Leonards, N.S.W.: Allen & Unwin. ISBN 1864485698. OCLC 223363431
2. ↑  «红军西路军统帅陈昌浩曲折坎坷后半生 陈昌浩生平经历(图) - 国内 - 中国网_江苏频道». web.archive.org. 5 de junho de 2015. Consultado em 11 de abril de 2019